# ナワット・プンポーティンガーム
ナワット・プンポーティンガーム（タイ語: ณวัชร์ พุ่มโพธิงาม、英語: Nawat Phumphotingam、1995年6月2日 - ）は、ホワイト（タイ語: ไวท์、英語: White）という愛称で知られるタイの俳優。 MCOTで放送された『Love Sick The Series』（2014–2015）にてPhun役を演じたことで知られる。 

## 人物
1995年6月2日にタイのバンコクで一人っ子として生まれる。アサンプション・カレッジで中等教育を修了し、 バンコク大学で経済学部を専攻した。  
2019年7月7日、パリワート寺院にて出家した。
2021年7月30日13時頃に両親がンタブリー県バーンクルワイ郡マハサワット地区ラチャプルエック道路マハサワット運河に架かる橋のふもと付近で自動車での走行トラブルに巻き込まれ、相手の男からハンマーでの殴打や平手打ちなどの暴行を受ける事件が発生した。当時その場に居合わせなかったホワイトはSNSを通じて情報提供を求め、警察に被害届を提出した。相手は法廷の高官の息子であることから、立場を利用した不公正な取り扱いがされないようにすべきとの指摘がなされている。

## 略歴

### 2014年 - 2015年
『Love Sick The Series』の公募によるオーディションに参加し、Phun役を演じ俳優としてデビューした。しかし当初は、髪を短くしたくなかったこと、そしてゲイ役をどのように演じればよいか、また役を演じることによる世間からの評価が気になり、Phun役を演じることに不安を抱いていたという。 このドラマシリーズは、2014年から2015年までに2シーズンが放送され、共演者であるChonlathorn Kongyingyong (Captain)と共に賞を受賞している。  

### 2016年
『Senior Secret Love: My Lil Boy』にてPe役を演じ、同シリーズの2つのパートに出演している。同年、『War of High School The Series』にてリッキー役を演じた。 

### 2017年
『U-Prince Series』にてKirun役にキャスティングされ  『Love Sick The Series』の共演者で、このドラマシリーズでは弟のKiryu役であるChonlathornと再度共演した。全12部作のうち、「Kirun」「Kiryu」「Firstclass」「Brian」の4部に出演している。  同年、ファー役で『Water Boyy The Series』に出演した。 

### 2018年
ロマンスドラマ『Mint to Be』にてボー役を演じる。同年、コメディーロマンスドラマシリーズである『Beauty Boy The Series』のキャストにも加わった。 

### 2019年
『ReminderS』という3部構成によるオムニバスシリーズにて、『Love Sick The Series』のPhun役を再演する。New Siwaj Sawatmaneekulが監督を務め、最後のエピソードは、ミレニアルズチョイス2019ファンミーティングにて放送された。  その後、『Theory of Love』にTwo役として出演した。  

## フィルモグラフィー
- Love Sick The Series シーズン1 (2014)：Phun役
- Wifi Society: Gray Secret (2015)：Frame役
- Love Sick The Series シーズン2 (2015)：Phun役
- Senior Secret Love: My Lil Boy (2016)：Pe役
- War of High School The Series (2016)：リッキー役
- Senior Secret Love: My Lil Boy 2 (2016)：Pe役
- U-Prince Series (2017)：Kirun役
- Water Boyy The Series (2017)：ファー役
- School Rangers (2018)：司会
- Mint To Be (2018)：Bo役
- Beauty Boy The Series (2018)：Pai役
- ReminderS (2019)：Phun役
- Theory of Love (2019)：Two役
- Girl Next Room: ミッドナイト・ファンタジー (2020)：Daosao役
- Theory of Love スペシャルエピソード「Stand By Me」(2020)：Two役
- A Tale of Thousand Stars (2021)：Tul役